# Hello, Goodbye
〈Hello, Goodbye〉는 영국의 록 밴드 비틀즈의 노래로, 폴 매카트니가 쓰고 레논-매카트니로 표기되었다. 뒷면에는 존 레논의 〈I Am the Walrus〉가 실렸다. 음반 미수록 싱글로 1967년 11월 발매했으며, 비틀즈가 자신들의 매니저 브라이언 엡스타인의 죽음 이후 처음 발표한 음반이었다. 싱글은 세계 곳곳에서 상업적으로 성공했다. 미국, 영국, 캐나다, 호주를 비롯한 각국에서 차트 정상을 석권했다.
매카트니는 이후에 가사가 자신들의 주제에서 나타나는 이중성을 따르고 있다고 말했다. 노래의 기원은, 비틀즈의 조수 앨리스테어 테일러의 송라이팅에 대한 질문에서 그 답이 있다. 매카트니는 하모늄에 앉아 테일러에게 그가 말하는 어떤 단어든 반대로 대답하라는 부탁을 했다. 완성된 곡에 포함된 음악적 코다는 비틀즈가 1967년 10월의 녹음에서 즉흥적으로 만들어낸 것이었다. 노래에 그다지 흥미를 느끼지 못한 레논은 〈I Am the Walrus〉를 A면으로 하자며 밀어 붙였으나, 매카트니와 밴드의 프로듀서 조지 마틴은 더 상업적으로 잠재력 있는 〈Hello, Goodbye〉를 선택했다. 비틀즈는 총 세 편의 홍보 영상을 촬영했다. 이중 하나는 미국의 《에드 설리번 쇼》에서 공개되었다. 영국에서는 립싱크가 규제되고 있었기에 그곳에서는 아무것도 방영되지 않았다.
발표 당시, 〈Hello, Goodbye〉는 음악 평론가들의 각양각색의 평가를 받았다. 일부 평론가는 노래의 클래식 팝적 품질에 감탐했지만, 또 일부는 비틀즈의 평범한 곡이자 중요치 않은, 덜 모험적인 곡으로 낮은 평가를 했다. 트랙은 미국에서 발표된 확장된 《Magical Mystery Tour》 사운드트랙 EP에 수록되었다. 이후로 《1967–1970》, 《1》과 같은 컴필레이션 음반에 수록되었다. 매카트니는 2002년 드라이빙 월드 투어부터 시작해 종종 콘서트에서 〈Hello, Goodbye〉를 공연하고 있다. 제임스 라스트, 버즈 생크, 앨런 투새인트, 더 큐어, 《글리》의 출연진 중 일부가 노래를 녹음한 바 있다.

## 배경
모든 게 아주 단순한 것이었어요. 이 곡은 모든 것과 아무 것도 아닌 것에 대한 노래예요... 만약 당신이 어두운 면이 있다면 반대로 밝은 면도 분명 있을 거예요. 삶의 놀라운 부분이죠.
비록 송라이팅 크레디트는 레논-매카트니로 표기되었으나, 〈Hello, Goodbye〉는 폴 매카트니 혼자서 쓴 것이다. 매카트니는 비틀즈의 매니저 브라이언 엡스타인의 조수, 앨리스테어 테일러와 언어 연상 연습을 하다 작곡에 대한 영감을 받았다. 곡의 기원이 되던 시기는, 1967년 4월의 음반 《Sgt. Pepper's Lonely Hearts Club Band》의 완성 이후였고, 비틀즈는 당시 창조적 과정의 일환으로 임의성과 단순성을 포옹하고 있었다.
테일러의 기억에 따르면, 그는 런던 성 존스 우드에 소재한 매카트니의 집을 방문했고 그에게 어떻게 하여 곡을 쓸 수 있는지를 물었다. 매카트니는 응답의 의미로, 식당방으로 데려간 테일러와 그곳에 있는 하모늄에 함께 앉았다. 매카트니는 악기를 연주함과 동시에 테일러에게 자신이 노래를 부를 때마다 던지는 각 낱말에 반대되는 단어를 말해 달라고 부탁했다. 작가 스티브 터너가 결과에 대해 다음과 같이 적었다. "그렇게 시작되었다. 흑과 백, 네와 아니오, 멈춤과 출발, 안녕과 잘 가요." 테일러는 이렇게 회상했다. "그때의 곡조에 대해 기억나는 건 없어요 ... 폴이 과연 노래를 부르면서 곡[의 멜로디]를 만든 것인지, 혹은 그의 머릿 속에서 이미 돌아다니고 있었던 것인지 궁금합니다."
배리 마일스가 매카트니의 전기를 집필하기 위해 1990년대에 그와 대화했을 때, 매카트니는 가사가, 자신의 별자리인 쌍둥이자리를 반영하고 있는 이중성에 대한 것이라고 말했다. 그는 이렇게 덧붙였다. "그것은 이 우주에서 꽤나 심오한 주제죠. 남성과 여성, 흑과 백, 흑단과 상아, 고와 저, 우와 좌, 안녕과 잘 있어. 이것들은 굉장히 곡을 쓰기 좋은 주제였어요." 또한 매카트니는 〈Hello, Goodbye〉에서, "이중성에서 더 긍정적인 면"을 홍보하고 있다고 말했다. 비틀즈의 전기작가 중 이언 맥도널드는 작곡 시점을 1967년 9월 말로 기술했고, 밥 스피츠는 그해 6월 국제 텔레비전 방송 《아워 월드》를 준비하던 무렵 작곡했다고 주장한다. 스피츠에 따르면 폴 매카트니는 《아워 월드》에 사용하기 위해 〈Hello, Goodbye〉를 썼으나, 그 공은 존 레논이 작곡한 〈All You Need Is Love〉에게 돌아갔다.

## 작곡
〈Hello, Goodbye〉은 다 장조이며 4/4 박자를 따른다. 맥도널드는 음악적 구조를 "특징적 스칼라"로 정의하며 "C의 하강 시퀸스" 및 "놀랍기 그지없는 A 플랫의 잠시간의 착륙"에 기초해 성립되었다고 설명한다. 음악학 연구가 월터 에버렛은 후렴의 베이스라인은 하강 음계의 반전된 형태를 취함으로써, 리드 기타 파트가 비틀즈의 녹음에 악센트를 부여했다고 썼다.
에버렛은 레논-매카트니의 이전 작곡과 〈Hello, Goodbye〉의 관계가 상당하다고 평가한다. 버스에 걸쳐 평행하는 세 번째 보컬은 밴드의 미발표 노래인 〈Love of the Loved〉를 환기한다. 멜로디적으로는, 후렴은 〈For No One〉의 건반 파트와 유사하며 상호보완적인 보컬 파트의 마지막 구절은 〈Help!〉를 환기한다. 또한 에버렛은 〈Hello, Goodbye〉의 초기에는 매카트니가 〈Strawberry Fields Forever〉와 "상반된" V–VI 코드를 모방한 부분을 넣었음을 설명했다. 에버렛은 작곡이 "매카트니의 파생물"로써, 표준적 에이트 바에서 탈피한 악구 구절을 사용하여 대부분의 파트가 거의 "새단장하고 있다"고 말했다.
곡의 제목과 연장선상에 있는 가사는 일련의 반의어(예: 예-아니오, 흑-백, 머무름-출발함)로 구성돼 있다. 화자의 시점은 첫 번째와 두 번째 사람이 교대로 대체하고 있으며, 그러한 작곡은 조지, 이라 거슈윈의 〈Let's Call the Whole Thing Off〉을 환기한다.
세 번째 후렴 다음으로, 발표된 녹음에서 2:36 시점의 베이스라인은 내려가는 반음계의 시작을 알리며 앨런 폴락은 이를 "최초의 아우트로" 그리고 에버렛은 "코데타"로 정의했다. 거짓 엔딩 다음으로, 노래는 약 45초간의 코다로 전환된다. 맥도널드는 이른바 "마오리 피날레"로 칭해지는 이 구간이 "'하와이인'과 착각한 실수 (알로하)"라고 지적했다. 코다는 다장조에서의 지속음에 걸쳐 반복되는 음악적 악구로 구성되며, "Helaheba-hello-a" 보컬 반복구가 수반된다.

## 참여 인원
이언 맥도널드 제공
비틀즈
- 폴 매카트니 – 더블 트랙킹된 리드 보컬, 백 보컬, 피아노, 베이스, 봉고, 콩가
- 존 레논 – 백 보컬, 리드 기타, 해먼드 오르간
- 조지 해리슨 – 백 보컬, 리드 기타
- 링고 스타 – 드럼, 마라카스, 탬버린, 백 보컬

추가 음악가 및 제작
- 케네스 에식스 – 비올라
- 레오 빈바움 – 비올라
- 조지 마틴 – 프로듀서
- 제프 에머릭 – 사운드 엔지니어
- 켄 스콧 – 사운드 엔지니어

## 참고 문헌
- Badman, Keith (2001). 《The Beatles Diary Volume 2: After the Break-Up 1970–2001》. London: Omnibus Press. ISBN 978-0-7119-8307-6.
- The Beatles (2000). 《The Beatles Anthology》. San Francisco, CA: Chronicle Books. ISBN 978-0-8118-2684-6.
- Brackett, Nathan; with Hoard, Christian (eds) (2004). The New Rolling Stone Album Guide (4th edn). New York, NY: Simon & Schuster. ISBN 0-7432-0169-8.
- Castleman, Harry; Podrazik, Walter J. (1976). 《All Together Now: The First Complete Beatles Discography 1961–1975》. New York, NY: Ballantine Books. ISBN 0-345-25680-8.
- Doggett, Peter; Humphries, Patrick (2010). 《The Beatles: The Music and the Myth》. London: Omnibus Press. ISBN 978-0-85712-361-9.
- Everett, Walter (1999). 《The Beatles as Musicians: Revolver through the Anthology》. New York, NY: Oxford University Press. ISBN 978-0-19-512941-0.
- Everett, Walter (2009). 《The Foundations of Rock: From "Blue Suede Shoes" to "Suite: Judy Blue Eyes"》. New York, NY: Oxford University Press. ISBN 978-0-19-531024-5.
- Guesdon, Jean-Michel; Margotin, Philippe (2013). 《All the Songs: The Story Behind Every Beatles Release》. New York, NY: Black Dog & Leventhal. ISBN 978-1-57912-952-1.
- Hertsgaard, Mark (1996). 《A Day in the Life: The Music and Artistry of the Beatles》. London: Pan Books. ISBN 0-330-33891-9.
- Hickey, Andrew (2010). 《The Beatles in Mono》. Raleigh, NC: lulu.com. ISBN 978-1-4461-8489-9.
- Hill, Tim (2007). 《John, Paul, George, and Ringo: The Definitive Illustrated Chronicle of the Beatles, 1960–1970》. New York, NY: Sterling Publishing. ISBN 978-1-4027-4223-1.
- Ingham, Chris (2006). 《The Rough Guide to the Beatles》 2판. London: Rough Guides. ISBN 978-1-84353-720-5.
- Lewisohn, Mark (2005). 《The Complete Beatles Recording Sessions: The Official Story of the Abbey Road Years 1962–1970》. London: Bounty Books. ISBN 978-0-7537-2545-0.
- MacDonald, Ian (1998). 《Revolution in the Head: The Beatles' Records and the Sixties》 1 rev.판. London: Pimlico. ISBN 0-7126-6697-4.
- Madinger, Chip; Easter, Mark (2000). 《Eight Arms to Hold You: The Solo Beatles Compendium》. Chesterfield, MO: 44.1 Productions. ISBN 0-615-11724-4.
- Miles, Barry (2001). 《The Beatles Diary Volume 1: The Beatles Years》. London: Omnibus Press. ISBN 0-7119-8308-9.
- Schaffner, Nicholas (1978). 《The Beatles Forever》. New York, NY: McGraw-Hill. ISBN 0-07-055087-5.
- Sheff, David (2010). 《All We Are Saying: The Last Major Interview with John Lennon and Yoko Ono》. New York, NY: Macmillan. ISBN 978-1-4299-5808-0.
- Sounes, Howard (2010). 《Fab: An Intimate Life of Paul McCartney》. London: HarperCollins. ISBN 978-0-00-723705-0.
- Spignesi, Stephen; Lewis, Michael (2009). 《100 Best Beatles Songs: A Passionate Fan's Guide》. New York, NY: Black Dog & Leventhal. ISBN 978-1-57912-842-5.
- Turner, Steve (1999). 《A Hard Day's Write: The Stories Behind Every Beatles Song》 2판. New York, NY: Carlton/HarperCollins. ISBN 0-06-273698-1.
- Unterberger, Richie (2006). 《The Unreleased Beatles: Music & Film》. San Francisco, CA: Backbeat Books. ISBN 978-0-87930-892-6.
- Winn, John C. (2009). 《That Magic Feeling: The Beatles' Recorded Legacy, Volume Two, 1966–1970》. New York, NY: Three Rivers Press. ISBN 978-0-307-45239-9.
- Womack, Kenneth (2014). 《The Beatles Encyclopedia: Everything Fab Four》. Santa Barbara, CA: ABC-CLIO. ISBN 978-0-313-39171-2.
- Womack, Kenneth (ed.) (2009). 《The Cambridge Companion to the Beatles》. Cambridge Companions to Music. Cambridge, UK: Cambridge University Press. ISBN 978-0-521-86965-2.